# Mamie Eisenhower
Mamie Geneva Doud Eisenhower(14/11/1896 - 1/11/1979) là phu nhân của Tổng thống Hoa Kỳ Dwight D. Eisenhower và Đệ Nhất Phu nhân Hoa Kỳ từ năm 1953 đến năm 1961.
Mamie kết hôn với Dwight Eisenhower ở tuổi 19 vào năm 1916. Đôi vợ chồng trẻ di chuyển thường xuyên giữa các khu quân sự trong nhiều bài đăng, từ Panama đến Philippines. Là Đệ Nhất Phu nhân, bà đã gây ấn tượng cho công chúng với rphong cách tự tin và những bộ trang phục lộng lẫy.
Mamie Eisenhower nghỉ hưu và sống góa bụa tại trang trại gia đình ở Gettysburg, Pennsylvania.

## Tiểu sử

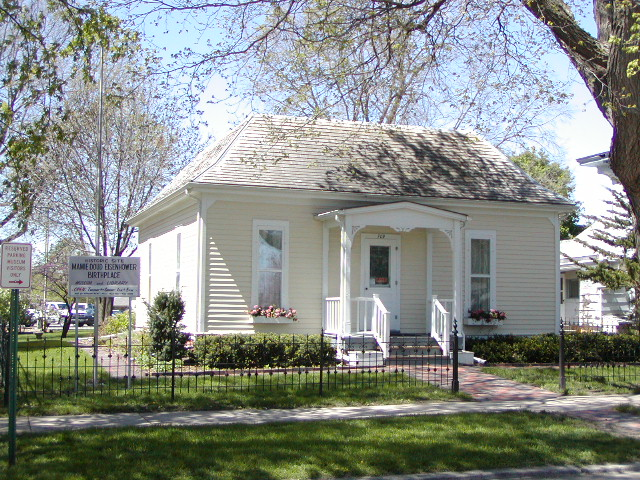
Nơi sinh của bà

Sinh ra tại Boone, Iowa, Mamie Geneva Doud được đặt tên đệm theo tên bài hát nổi tiếng thời bấy giờ là "Lovely Lake Geneva". Bà là đứa con thứ hai của ông John Sheldon Doud (1870–1951), một giám đốc điều hành công ty sản xuất thịt gia súc địa phương, còn mẹ của Mamie là bà Elivera Mathilda Carlson (1878–1960). Mamie trải qua thời thơ ấu ở rất nhiều nơi: Cedar Rapids, Iowa, Colorado Springs, Denver và Texas.
Cha của bà về hưu ở tuổi 36, sau đó thì mới bắt đầu công việc điều hành công ty sản xuất thịt do ông nội Mamie thành lập, ông John Doud cũng đã đầu tư vào các nhà kho ở Illinois và Iowa. Mẹ của bà là người nhập cư đến từ Thụy Điển. Mamie có ba chị em: Eleanor Carlson Doud, Eda Mae Doud, và Mabel Frances "Mike" Doud.

## Hôn nhân và gia đình

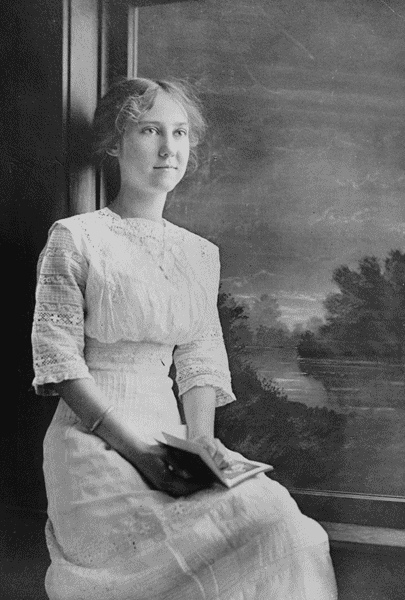
Mamie lúc 17 tuổi

Ngay sau khi hoàn thành việc học tại Trường Nữ Sinh Wolcott,Mamie gặp Dwight Eisenhower ở San Antonio vào tháng 10 năm 1915. Hôm đó, người giới thiệu cho Dwight gặp Mamie chính là phu nhân Lulu Harris - vợ của một viên chức ở Fort Sam Houston. Dwight và Mamie đã ấn tượng về nhau ngay từ cuộc gặp gỡ đầu tiên. Sau buổi gặp mặt đó, Dwight Eisenhower đã mời Mamie Doud đi dạo phố cùng mình. Đêm Valentine năm 1916, Dwight trao cho bà một chiếc nhẫn cưới & cầu hôn bà.
Ngày 1 tháng 7 năm 1916, tại nhà của gia đình Doud ở Denver, Colorado, trung uý Dwight Eisenhower (lúc ấy ông 25 tuổi) kết hôn với Mamie Doud (năm đó bà 19 tuổi). Sau đám cưới, bà và chồng mới cưới của mình là ông Dwight đi hưởng tuần trăng mật vài ngày ở Eldorado Springs, Colorado. Đó là một khu nghỉ mát gần Denver, và sau đó cặp đôi mới cưới này về thăm cha mẹ chú rể ở Abilene trước khi định cư tại doanh trại Fort Sam Houston.
Cặp vợ chồng nhà Eisenhower này có hai con (nhưng chỉ một người còn sống đến tuổi trưởng thành):
- Doud Eisenhower (24/9/1917 - 2/1/1921). Cậu bé qua đời vì bệnh ban đỏ.
- John Sheldon Doud Eisenhower (3/8/1922 - 21/12/2013). Người con trai thứ hai này của bà Mamie là một quân nhân, nhà ngoại giao và nhà văn. John được sinh ra ở Denver, Colorado. Anh tốt nghiệp trường West Point năm 1944 và lấy bằng thạc sĩ về văn học Anh tại Đại học Columbia năm 1950. Sau khi nghỉ hưu từ năm 1944-1963, John được bổ nhiệm làm đại sứ tại Bỉ (1969–1971) bởi Richard Nixon. Ông là tác giả của mười cuốn sách.

Trong nhiều năm, Mamie sống cuộc sống nhiều vất vả do bà là vợ của một quân nhân. Bà thường xuyên phải bộ hành rất xa cùng chồng khi đơn vị chuyển địa điểm đóng quân. Trong đó có nhiều lần bà theo chồng đi làm nhiệm vụ ở những nơi như: Panama, Pháp, thậm chí là ở Philippines xa xôi. Cuộc sống của bà đậm chất gian nan của một bà vợ có chồng là sĩ quan lục quân. Dù đã quen với cuộc sống tiện nghi thời trẻ, nhưng Mamie mau chóng thích nghi với cuộc sống quân sự mới sau khi kết hôn. Bà cùng chồng đã hành quân chuyển địa điểm đóng quân 28 lần trước khi Dwight mãn nhiệm tổng thống.

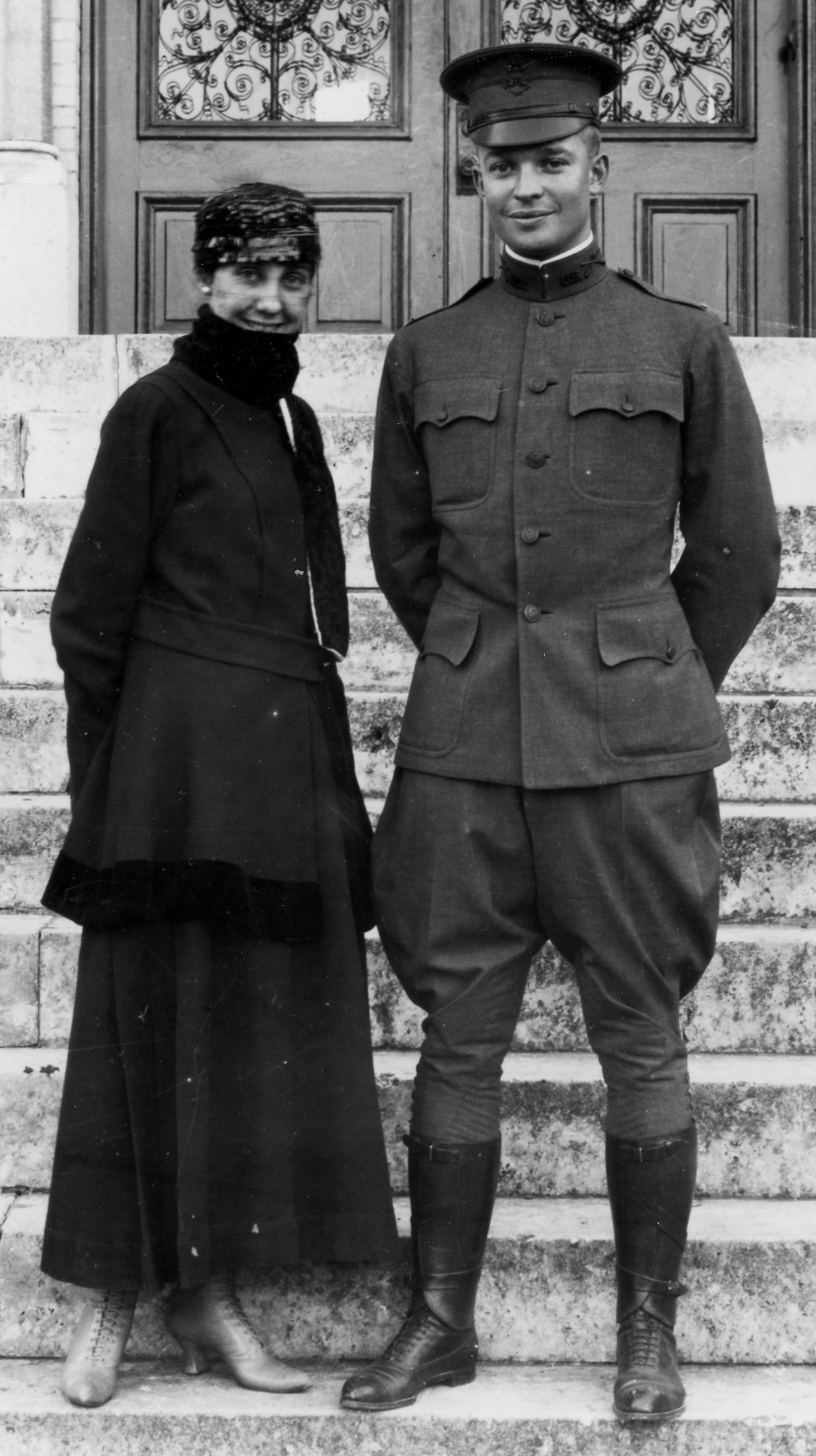
Mamie đứng cùng chồng mình là Dwight trên thềm Trường Cao đẳng St. Marie, San Antonio, Texas, 1916

Trong thời gian Chiến tranh thế giới thứ hai nổ ra, đôi vợ chồng nhà Eisenhower sống ở Washington D.C. Sau khi ông trở thành Chủ tịch Đại học Columbia vào năm 1948, Dwight đã mua một trang trại (nay là Di tích Lịch sử Quốc gia Eisenhower) tại Gettysburg, Pennsylvania cho hai vợ chồng ông bà. Đây là ngôi nhà đầu tiên mà họ từng chính thức sở hữu. Nhiệm vụ của ông là chỉ huy các lực lượng Tổ chức Hiệp ước Bắc Đại Tây Dương - và bà là chiêu đãi viên cho quan khách tại một biệt thự gần Paris. Cuối cùng vào năm 1955, việc xây dựng ngôi nhà trong mơ của hai vợ chồng mới hoàn thành.

## Đệ nhất phu nhân của Hoa Kỳ
Là đệ nhất phu nhân, Mamie đã được công chúng ghi nhận bởi cách cư xử chuyên nghiệp quy củ và độc lập. Mamie yêu những bộ quần áo đẹp, một trong số đó được thiết kế bởi nhà thiết kế trang sức Scaasi. Bà cũng rất tự hào và ngưỡng mộ chồng mình.
Mamie Eisenhower được vinh danh là một trong mười hai phụ nữ có gu ăn mặc đẹp nhất nước Mỹ thời bấy giờ. "Phong cách Mamie" - thuật ngữ do người dân Mỹ đặt ra để miêu tả cách phối đồ của bà, bao gồm một chiếc đầm dài nhiều lớp mỏng bên dưới, vòng tay, vòng cổ ngọc trai, đội kèm một chiếc mũ nhỏ với mái tóc ngắn ôm khuôn mặt. Phong cách của bà kết hợp cả những hãng thời trang cao cấp và thấp cấp. Các nhà thiết kế thân quen có mối quan hệ lâu năm với phu nhân Eisenhower bao gồm Mollie Parnis, Trifari và Sally Victor.
Ở vũ hội chào mừng tân tổng thống năm 1953, Mamie mặc một bộ đầm voan hồng trễ vai của Nettie Rosenstein. Chiếc đầm màu hồng ấy đặc biệt được thêu hơn 2.000 hột kim cương giả. Nó là một trong những thiết kế phổ biến nhất trong bộ sưu tập các trang phục vũ hội của Viện bảo tàng quốc gia Smithsonian về lịch sử Mỹ. Phu nhân Eisenhower mặc thêm một chiếc áo choàng bông với găng tay, và toàn bộ trang sức hôm đó bà đeo đều của hãng Trifari. Mamie còn mang theo một chiếc ví đính cườm của nhà thiết kế Judith Leiber (về sau Judith là phụ tá của Nettie Rosenstein). Đôi giày của phu nhân được làm bởi nghệ nhân Delman, tên của Mamie được thêu trên mu giày trái.
Phu nhân Eisenhower đặc biệt yêu thích vẻ đẹp dễ chịu của màu hồng, nên bà thường được gọi với biệt danh là "Mamie Hường Phấn". Các đồ gia dụng, bàn tủ trong nhà bà đều sơn màu hồng hoặc phấn hồng.
Là đệ nhất phu nhân, bà còn là một chiêu đãi viên chuyên nghiệp và duyên dáng nhưng vẫn khéo léo bảo vệ đời tư của hai vợ chồng. Bà bị mắc chứng rối loạn tai trong. Căn bệnh ảnh hưởng lên tính cách nghiêm khắc của bà phần nào, khiến bà thường xuyên khó chịu và nhiều người đặt ra nghi vấn rằng phu nhân sử dụng quá nhiều rượu và chất cồn.
Ở Nhà Trắng, Mamie được ghi nhận là một phu nhân nghiêm khắc, cẩn thận và khéo léo. Bà cấm nhân viên của toà nhà sử dụng thang máy dành cho gia đình Tổng thống và không cho phép họ đi qua bên trong toà nhà bất kể thời tiết thế nào. Mamie rất ghét nhìn thấy những vết chân bẩn trên thảm trải sàn, vì thế các nhân viên phải thường xuyên dùng máy hút bụi để quét dọn những vết chân, hoặc phải đi lại bằng gót hay nghiêng bàn chân khi đi qua thảm. Mặt khác, phu nhân cũng được cho là người phụ nữ sống tình cảm. Khi các công ty sản xuất đồ chơi gửi quà tặng, Mamie thường đem cất vào nhà kho cho đến các dịp lễ, bà mang ra chất lên xe để đem tặng cho những trẻ em nghèo. Phu nhân còn tự tay chọn mua các món quà tặng cho tất cả nhân viên, người hầu, người phục vụ, bảo vệ trong Nhà Trắng.
Mamie luôn quản lý sát sao tình hình tài chính của Tổng Thống. Phu nhân cũng để tâm đến các chương trình hạ giá tại các cửa hàng, bà liệt kê danh sách vật phẩm cần thiết rồi cho nhân viên đánh xe đến cửa hàng giảm giá mua đồ. Mamie còn cho yêu cầu người quản lý báo cáo tình hình thực phẩm còn tồn thừa trong bếp vào mỗi sáng; nếu thực phẩm dành cho tối hôm trước còn thừa, thì bà yêu cầu chế biến thành món khác để tránh lãng phí. Và để tiết kiệm ngân sách bà còn nhận quà tặng thực phẩm từ bạn bè, người thân hay lấy rau tươi từ trang trại riêng của hai vợ chồng.
Bên cạnh đó, Mamie được nhân viên mô tả là một phu nhân khéo tay khi bà tự tay trang trí Nhà Trắng trong các dịp lễ: Bà treo mũ phớt và ruy băng xanh lá vào ngày Thánh Patrick, đèn chùm bướm vào lễ Phục Sinh, hay hình nộm ác quỷ thả từ trần nhà xuống trong lễ Halloween. Phu nhân còn có thói quen đặc biệt: Tổng thống thường thức dậy vào 6 giờ sáng, trong khi phu nhân thường dậy lúc 9 giờ sáng và ăn sáng ngay tại giường. Ăn xong, bà cho gọi thư ký đến trao đổi và chỉ thị các công việc phải làm trong ngày. Phu nhân không quan tâm đến chính trị, nên bà hoàn toàn không can thiệp vào công việc riêng của Dwight, theo ước tính trong suốt 8 năm sống ở Nhà Trắng, bà chỉ vào văn phòng của chồng 4 lần. Ngoài ra, Mamie thích xem TV và hiếm khi bỏ lỡ chương trình mình thích, còn xem TV cùng chồng khi đang ăn tối.
Sau khi chồng bà là Dwight kết thúc nhiệm kỳ tổng thống, Mamie được phân công đón tiếp vợ chồng tổng thống kế nhiệm là John Kennedy và Jacqueline Kennedy. Phu nhân Jacqueline lúc ấy còn rất yếu sau cuộc mổ đẻ hai tuần trước đó, tuy nhiên khi đón tiếp Jacqueline, phu nhân Mamie đã không mang xe lăn ra đẩy Jacqueline đi thăm các phòng của Nhà Trắng. Suốt cuộc đón tiếp, bà Mamie đã tỏ thái độ bất mãn dù phu nhân Kennedy đã cố gắng giữ bình tĩnh. Chỉ sau khi bà rời khỏi Nhà Trắng sau khi giới thiệu hết các khu vực, phu nhân Kennedy mới ngã xuống đất và bất tỉnh. Khi được hỏi về hành động của mình, Mamie đơn giản đáp: "Đáng lắm, ai bảo cô ta có miệng mà không chịu tự đi hỏi."

## Cuối đời
Năm 1961, Eisenhower về hưu, ông cùng Mamie trở về Gettysburg, ngôi nhà đầu tiên của họ. Cặp vợ chồng cũng có một nhà nghỉ dưỡng ở Palm Desert, California. Sau cái chết của chồng vào năm 1969, phu nhân tiếp tục sống toàn thời gian trên trang trại cho đến khi bà nhận một căn hộ ở Washington D.C. vào cuối những năm 1970. Cựu phu nhân cũng từng xuất hiện trong một chiến dịch quảng cáo cho cựu Phó Tổng thống Richard Nixon của chồng mình vào năm 1972.
David Eisenhower, cháu trai của bà, kết hôn với con gái của Richard Nixon là cô Julie vào ngày 22 tháng 12 năm 1968, cuộc hôn nhân đã đưa hai gia đình thân thiết với nhau hơn. Nhà Nixon thường xuyên mời Mamie đến thăm Nhà Trắng.
Mamie Eisenhower bị đột quỵ ngày 25 tháng 9 năm 1979. Bà bị đưa đến Trung tâm Y tế Quân đội Walter Reed, nơi chồng bà đã qua đời một thập kỷ trước đó. Mamie sống những ngày cuối đời trong bệnh viện. Và vào ngày 31 tháng 10, y tá thông báo với cháu gái Mary Jean rằng bà sẽ chết vào ngày hôm sau. Cố phu nhân Mamie Eisenhower qua đời trong một giấc ngủ sâu vào rạng sáng ngày 1 tháng 11. Năm 1980, quê của bà ở Boone, Iowa, được dành riêng làm một di tích lịch sử. Một trong những con đường ở đông-tây vùng Boone bây giờ được gọi là Đại lộ Mamie Eisenhower.
Vì mối liên hệ của bà với thành phố Denver, một công viên ở đông nam Denver được đặt theo tên bà, cũng như một thư viện công cộng ở Broomfield, Colorado, ngoại ô Denver.